# Lagúnagém
A lagúnagém (Egretta tricolor) a madarak (Aves) osztályának a gödényalakúak (Pelecaniformes) rendjébe, ezen belül a gémfélék (Ardeidae) családjába és a gémformák (Ardeinae) alcsaládjába tartozó faj.

## Előfordulása
Az Amerikai Egyesült Államok-ban, Mexikó északi részén, Közép-Amerikában, a Karibi térségben, Brazíliában és Peruban él, tengerpartok, tavak, szabad vizek mellett.

## Alfajai
- Egretta tricolor occidentalis
- Egretta tricolor ruficollis
- Egretta tricolor tricolor

## Megjelenése
Testhossza 56 centiméter, szárnyafesztávolsága 96 centiméter, testtömege 350 gramm.
A szeme vörös. Meglehetősen erős, hegyes csőre sárga, hegye fekete. Nyaka, háta és szárnyai szürkéskék. Hasi része sárgásfehér.
A nagy gémekhez hasonlóan behúzott nyakkal repül.
|  |  |  |

## Életmódja
Tavakban, mocsarakban és nádasokban keresi, halakból, békákból, kisemlősökből, férgekből álló táplálékát.

## Szaporodása
Fészekalja 3-7 tojásból áll.